# (2999) Dante
(2999) Dante es un asteroide perteneciente al cinturón de asteroides descubierto por Norman G. Thomas desde la estación Anderson Mesa, en Flagstaff, Estados Unidos, el 6 de febrero de 1981.

## Designación y nombre
Dante recibió al principio la designación de 1981 CY.
Más tarde se nombró en honor del escritor y poeta italiano Dante Alighieri (1265-1321).

## Características orbitales
Dante orbita a una distancia media de 2,271 ua del Sol, pudiendo alejarse hasta 2,51 ua y acercarse hasta 2,032 ua. Tiene una excentricidad de 0,1053 y una inclinación orbital de 6,769°. Emplea en completar una órbita alrededor del Sol 1250 días.